# 艾林 (威斯康辛州)
艾琳 是一个位于美国威斯康辛州华盛頓郡的小鎮，2000年时人口为3,664人。艾琳是2017年美国高爾夫公開賽舉辦的地點。

## 历史
小镇被命名为此的原因可能來自Erin，為愛爾蘭文的"愛爾蘭"之意。

## 地理
根据美国人口普查局的調查，该镇总面积為36.3 平方英里(94.0 平方公里)，其中35.9 平方英里(92.9 平方公里)為陸地，0.4 平方英里(1.1 公里)(1.18%)為水域。

## 人口统计
根據2000年的人口普查，該鎮共有3664人、1287戶、和1,093户家庭居住於此。 人口密度為102.2人/平方英里(39.5/平方公里)。种族构成為98.50% 白人，0.16% 非裔美國人，0.27％的 美國原住民，0.44% 亚裔,0.16％其他种族和0.46%的多種族人種。西语裔或拉丁裔的占0.46%。
1287戶之中，37.3％的家庭中有18岁以下的兒童同居，78.6%為同居的已婚夫婦，4.1%為沒有丈夫的女户主，15.0%為非家庭住戶。 11.6%為獨居戶，其中有3.1%为65岁或以上的獨居老人。平均每戶人數为2.83人，平均每家庭规模为3.09人。
在鎮內，人口有26.8%的年龄在18岁以下，5.0％為18至24歲、30.8%為25至44歲，28.5%為45至64歲，9.0%的人是65岁以上的老年人。 中位数年龄为39岁。 性別比為104.7。 每100為18岁及以上的女性，就有104.5位男性。
鎮內的每戶收入中位数為74,875美元，每一家庭收入中位數為77,278美元。 男子收入的中位數為49,375美元，女性為33,889美元。 人均收入为28,851美元。 3.0％的家庭和3.2%的人口位于贫窮线之下，包括2.6%的18岁以下兒童和8.6%的65岁或以上的老人。

## 宗教
為罗马天主教。